# Ion Popa
Ion Popa (2 de febrero de 1957) es un deportista australiano que compitió en remo. Es padre de la también remera Rosemary Popa.
Participó en dos Juegos Olímpicos de Verano en los años 1984 y 1988, obteniendo una medalla de bronce en Los Ángeles 1984 en la prueba de ocho con timonel. Ganó dos medallas en el Campeonato Mundial de Remo, bronce en 1983 y oro en 1986.

## Palmarés internacional
| Juegos Olímpicos   | Juegos Olímpicos             | Juegos Olímpicos  | Juegos Olímpicos |
| Año                | Lugar                        | Medalla           | Prueba           |
| ------------------ | ---------------------------- | ----------------- | ---------------- |
| 1984               | Los Ángeles (Estados Unidos) | Medalla de bronce | Ocho con timonel |
| Campeonato Mundial |                              |                   |                  |
| Año                | Lugar                        | Medalla           | Prueba           |
| 1983               | Duisburgo (RFA)              | Medalla de bronce | Ocho con timonel |
| 1986               | Nottingham (Reino Unido)     | Medalla de oro    | Ocho con timonel |